# Lindsey Vonn
Lindsey Vonn, djevojački Kildow (Saint Paul, Minnesota 18. listopada 1984.) je američka alpska skijašica. Jedna je od najuspješnijih alpskih skijašica svih vremena kao prva žena s 82 pobjede u Svjetskom skijaškom kupu (poslije ju je nadmašila Mikaela Shiffrin) i 20 kristalnih globusa.
Debitirala je 18. studenog 2000. u Park Cityju. Prvu pobjedu u Svjetskom skijaškom kupu ostvarila je 3. prosinca 2004. u kanadskom Lake Louiseu u utrci spusta. Njene glavne discipline su spust i superveleslalom, u tim disciplinama drži sve moguće rekorde. Ostvarila je pobjede u svim disciplinama pa je sada tek peta skijašica koja je uspjela pobijediti u svih pet disciplina.
Prvo odličje s velikih natjecanja osvojila je na svjetskom prvenstvu u Aareu 2007. u superveleslalomu. Osvojila je zlatnu medalju na olimpijskim igrama u Vancouveru u spustu te brončanu u superveleslalomu. Nedostajalo joj je samo 4 pobjede kako bi srušila apsolutni rekord u broju ukupnih pobjeda, kojeg drži Švedski skijaš Ingemar Stenmark.
Dana 1. veljače 2019. godine, Vonn je objavila kako će po završetku Svjetskog prvenstva u Åreu, koje se održalo od 5. do 17. veljače, okončati svoju karijeru zbog brojnih ozljeda koje su joj uništile tijelo, što se i dogodilo. Dana 14. studenoga 2024. godine najavila je povratak na Svjetski skijaški kup.

## Pobjede u Svjetskom kupu
82 pobjede (43 u spustu, 28 u superveleslalomu, 5 u kombinaciji, 2 u slalomu i 4 u veleslalomu)
| Datum               | Mjesto održavanja      | Disciplina       |
| ------------------- | ---------------------- | ---------------- |
| 3. prosinca 2004.   | Lake Louise            | spust            |
| 3. prosinca 2005.   | Lake Louise            | spust            |
| 17. prosinca 2005.  | Val-d'Isère            | spust            |
| 3. ožujka 2006.     | Hafjell                | superveleslalom  |
| 2. prosinca 2006.   | Lake Louise            | spust            |
| 20. prosinca 2006.  | Val-d'Isère            | spust            |
| 28. siječnja 2007.  | San Sicario            | superveleslalom  |
| 1. prosinca 2007.   | Lake Louise            | spust            |
| 21. prosinca 2007.  | St. Anton              | spust            |
| 22. prosinca 2007.  | St. Anton              | superkombinacija |
| 19. siječnja 2008.  | Cortina d'Ampezzo      | spust            |
| 9. veljače 2008.    | Sestriere              | spust            |
| 8. ožujka 2008.     | Crans-Montana          | spust            |
| 15. studenog 2008.  | Levi                   | slalom           |
| 5. prosinca 2008.   | Lake Louise            | spust            |
| 17. siječnja 2009.  | Altenmarkt             | superkombinacija |
| 30. siječnja 2009.  | Garmisch-Partenkirchen | slalom           |
| 1. veljače 2009.    | Garmisch-Partenkirchen | superveleslalom  |
| 22. veljače 2009.   | Tarvisio               | superveleslalom  |
| 1. ožujka 2009.     | Bansko                 | superveleslalom  |
| 11. ožujka 2009.    | Åre                    | spust            |
| 12. ožujka 2009.    | Åre                    | superveleslalom  |
| 5. prosinca 2009.   | Lake Louise            | spust            |
| 6. prosinca 2009.   | Lake Louise            | spust            |
| 18. prosinca 2009.  | Val-d'Isère            | superkombinacija |
| 8. siječnja 2010.   | Haus im Ennstal        | spust            |
| 9. siječnja 2010.   | Haus im Ennstal        | spust            |
| 10. siječnja 2010.  | Haus im Ennstal        | superveleslalom  |
| 22. siječnja 2010.  | Cortina d'Ampezzo      | superveleslalom  |
| 23. siječnja 2010.  | Cortina d'Ampezzo      | spust            |
| 31. siječnja 2010.  | St. Moritz             | superveleslalom  |
| 6. ožujka 2010.     | Crans-Montana          | spust            |
| 5. prosinca 2010.   | Lake Louise            | superveleslalom  |
| 18. prosinca 2010.  | Val-d'Isère            | spust            |
| 19. prosinca 2010.  | Val-d'Isère            | superkombinacija |
| 8. siječnja 2011.   | Altenmarkt-Zauchensee  | spust            |
| 21. siječnja 2011.  | Cortina d'Ampezzo      | superveleslalom  |
| 23. siječnja 2011.  | Cortina d'Ampezzo      | superveleslalom  |
| 26. veljače 2011.   | Åre                    | spust            |
| 6. ožujka 2011.     | Tarvisio               | superveleslalom  |
| 22. listopada 2011. | Sölden                 | veleslalom       |
| 2. prosinca 2011.   | Lake Louise            | spust            |
| 3. prosinca 2011.   | Lake Louise            | spust            |
| 4. prosinca 2011.   | Lake Louise            | superveleslalom  |
| 7. prosinca 2011.   | Beaver Creek           | superveleslalom  |
| 15. siječnja 2012.  | Cortina d'Ampezzo      | superveleslalom  |
| 27. siječnja 2012.  | St. Moritz             | superkombinacija |
| 28. siječnja 2012.  | St. Moritz             | spust            |
| 4. veljače 2012.    | Garmisch-Partenkirchen | spust            |
| 26. veljače 2012.   | Bansko                 | superveleslalom  |
| 9. ožujka 2012.     | Åre                    | veleslalom       |
| 14. ožujka 2012.    | Schladming             | spust            |
| 30. studenog 2012.  | Lake Louise            | spust            |
| 2. prosinca 2012.   | Lake Louise            | superveleslalom  |
| 8. prosinca 2012.   | St. Moritz             | spust            |
| 19. siječnja 2013.  | Cortina d'Ampezzo      | spust            |
| 26. siječnja 2013.  | Maribor                | veleslalom       |
| 6. prosinca 2014.   | Lake Louise            | spust            |
| 20. prosinca 2014.  | Val-d'Isère            | spust            |
| 18. siječnja 2015.  | Cortina d'Ampezzo      | spust            |
| 19. siječnja 2015.  | Cortina d'Ampezzo      | superveleslalom  |
| 25. siječnja 2015.  | St. Moritz             | superveleslalom  |
| 8. ožujka 2015.     | Garmisch-Partenkirchen | superveleslalom  |
| 18. ožujka 2015.    | Meribel                | spust            |
| 19. ožujka 2015.    | Meribel                | superveleslalom  |
| 4. prosinca 2015.   | Lake Louise            | spust            |
| 5. prosinca 2015.   | Lake Louise            | spust            |
| 6. prosinca 2015.   | Lake Louise            | superveleslalom  |
| 12. prosinca 2015.  | Åre                    | veleslalom       |
| 9. siječnja 2016.   | Altenmarkt-Zauchensee  | spust            |
| 10. siječnja 2016.  | Altenmarkt-Zauchensee  | superveleslalom  |
| 23. siječnja 2016.  | Cortina d'Ampezzo      | spust            |
| 24. siječnja 2016.  | Cortina d'Ampezzo      | superveleslalom  |
| 6. veljače 2016.    | Garmisch-Partenkirchen | spust            |
| 21. siječnja 2017.  | Garmisch-Partenkirchen | spust            |
| 16. prosinca 2018.  | Val-d'Isère            | superveleslalom  |
| 20. siječnja 2018.  | Cortina d'Ampezzo      | spust            |
| 3. veljače 2018.    | Garmisch-Partenkirchen | spust            |
| 4. veljače 2018.    | Garmisch-Partenkirchen | spust            |
| 14. ožujka 2018.    | Åre                    | spust            |

## Vanjske poveznice
- Lindsey Vonn.com - službena mrežna stranica
- FIS-Ski.com  Arhivirana inačica izvorne stranice od 24. rujna 2015. (Wayback Machine) - rezultati Lindsey Vonn